# Grande exposition d'art de Berlin

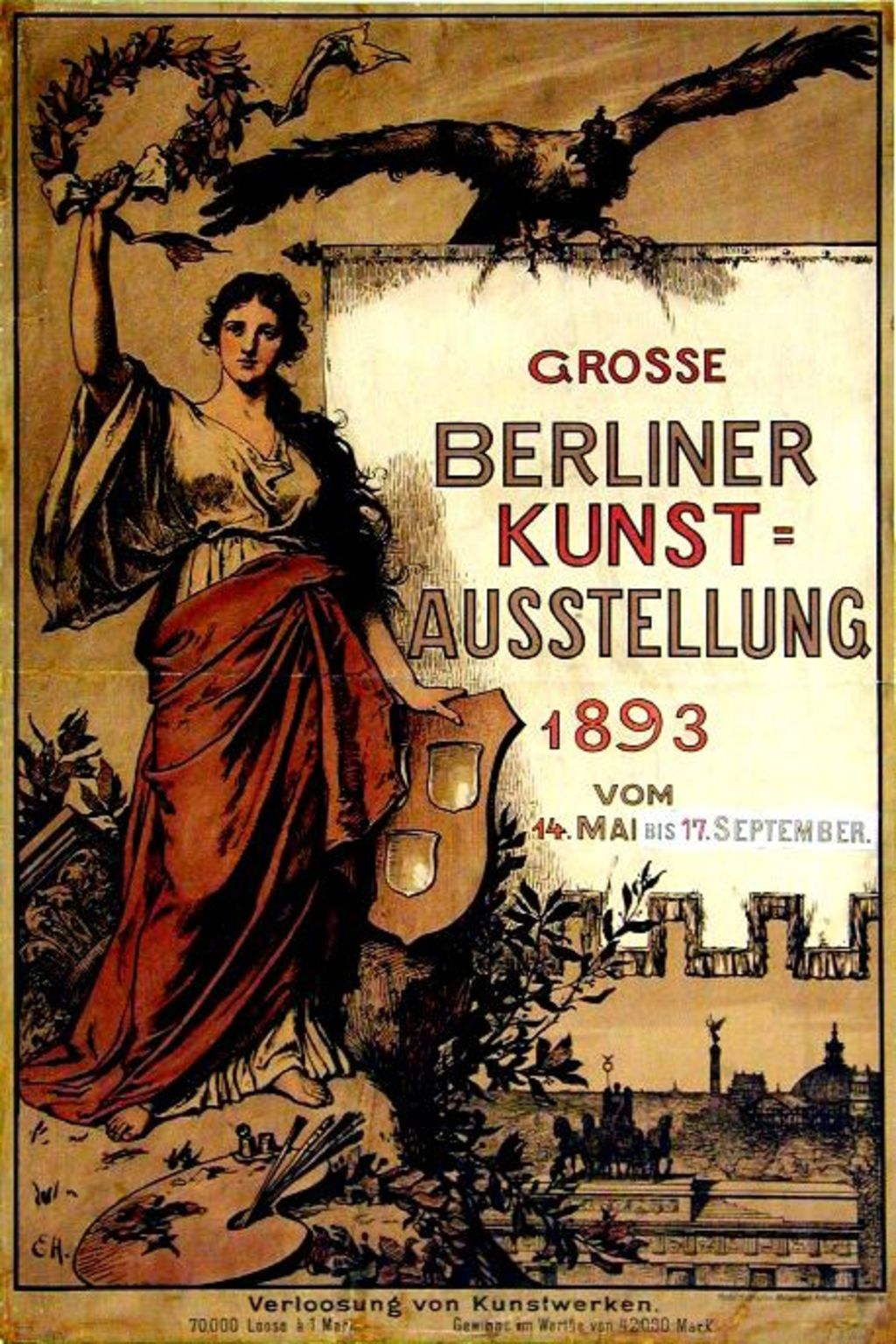
Ernst Hildebrand, Musée historique allemand.

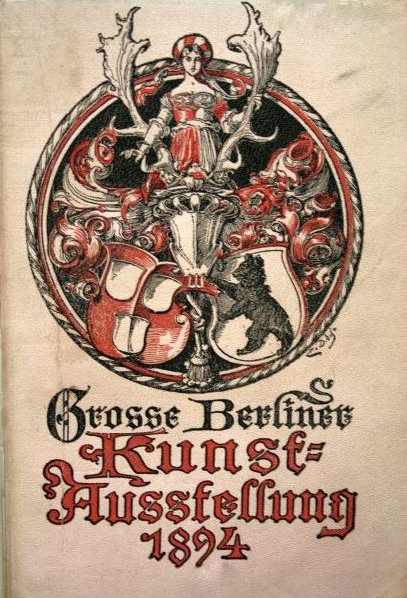
Grosse Berliner Kunstausstellung 1894, catalogue.

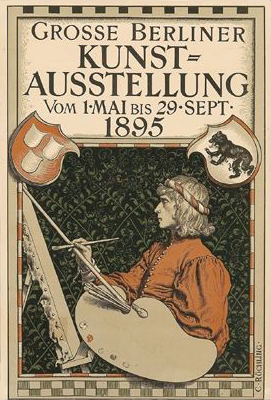
Affiche Grosse Berliner Kunstausstellung 1895 par Carl Röchling.

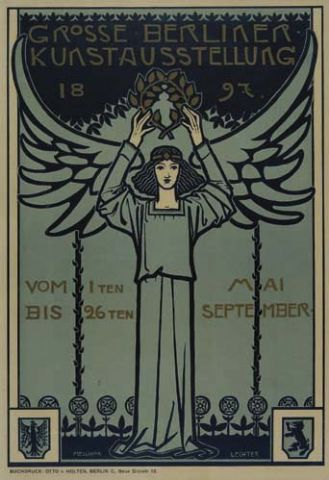
Affiche Grosse Berliner Kunstausstellung 1897 par Melchior Lechter, symbolisme.

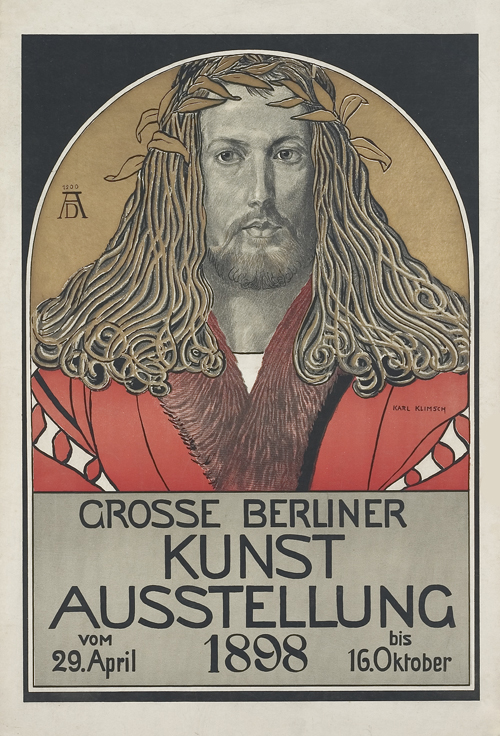
Affiche Grosse Berliner Kunstausstellung 1898 par Karl Klimsch, d'après un autoportrait d'Albrecht Dürer.

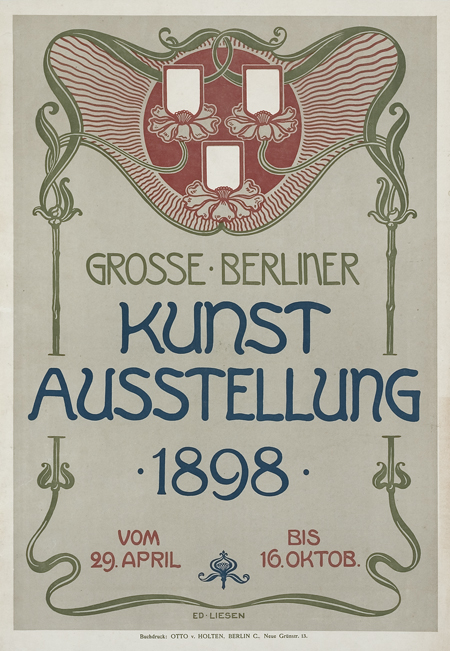
Affiche Grosse Berliner Kunstausstellung 1898 par Eduard Liesen, Jugendstil

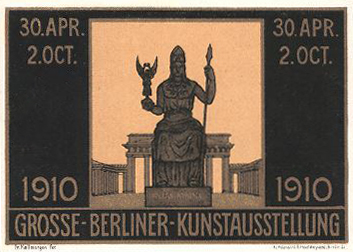
Carte postale Grosse Berliner Kunstausstellung 1910, par Friedrich Kallmorgen

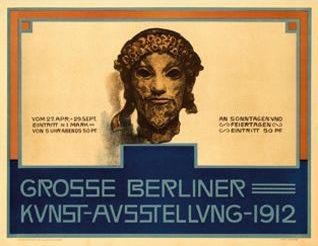
Carte postale Grosse Berliner Kunstausstellung 1912, par.

La Grande exposition artistique de Berlin, en allemand : Große Berliner Kunstausstellung, abrégé en GroBeKa ou GBK, est une exposition artistique annuelle qui s'est tenue en Allemagne de 1893 à 1969, avec des interruptions.
En 1917 et 1918, pendant la Première Guerre mondiale, elle n'a pas eu lieu à Berlin mais à Düsseldorf. En 1919 et 1920, elle porte le nom de Kunstausstellung Berlin (Exposition artistique de Berlin). De 1970 à 1995, elle est remplacée par la Freie Berliner Kunstausstellung (de) (Exposition artistique libre de Berlin).

## Histoire

### Période wilhelminienne
Jusque dans les années 1890, à l'exception de l'exposition internationale d'art de 1891,, la section des beaux-arts de l'Académie prussienne des arts organisait déjà des « Expositions d'art académiques » depuis plus de cent ans. La première « grande exposition de Berlin » a lieu en 1893 en vertu de statuts approuvés par l'empereur Guillaume II qui réorganisent son fonctionnement. Désormais, c'est l'ensemble des artistes berlinois qui prend en charge l'exposition, représentée par la Coopérative des membres de l'Académie prussienne des arts et par l'association des artistes berlinois. Le 14 mai 1893, le ministre prussien de la culture Robert Bosse procède à l'inauguration : cette première exposition et les suivantes ont lieu au Palais des Glaces (Glaspalast), le bâtiment d'exposition du parc d'exposition du Land (futur parc ULAP (de)) près la gare de Lehrte.
En 1896, pour le bicentenaire de l'Académie royale des arts, on organise une « Exposition internationale d'art » dans le bâtiment d'exposition, dans le bâtiment annexe et dans le parc, parallèlement à la grande exposition industrielle de Berlin dans le parc de Treptow.
En 1898, le jury de la Grande exposition aurait refusé le tableau paysager Grunewaldsee du peintre Walter Leistikow et certains y virent la cause de la création de la Sécession berlinoise. En effet, cette année-là, afin de relever le niveau de l'exposition dont on se plaignait depuis longtemps, le jury avait refusé environ 1500 œuvres, soit un tiers des œuvres présentées. Cependant, les tableaux de Walter Leistikow n'étaient cependant pas concernés, et tous les tableaux qu'il avait présentés avaient en fait été acceptés,.
Quoi qu'il en soit, début mai 1898, 60 artistes fondent la Sécession berlinoise, qui était avant tout une conséquence des dissensions actuelles et passées avec l'Association des artistes berlinois (Verein Berliner Künstler). À partir de 1899 et pendant quelque temps, la plupart des membres de la Sécession ne participent plus à la Grande exposition et présentent leurs œuvres dans un bâtiment de la Kantstraße, dans le cadre d'expositions propres à la Sécession.
Käthe Kollwitz est proposée par le jury de la Grande Exposition pour une médaille d'or pour son cycle Ein Weberaufstand (Une révolte de tisserands), mais l'empereur Guillaume II, qui trouve probablement ces œuvres trop critiques sur le plan social, en empêcha l'attribution en 1898,.
En 1900, 16 des 24 œuvres exposées du sculpteur et peintre Gustav Eberlein sont censurées et retirées de l'exposition sur « instruction suprême », dont les œuvres Adam et Eve à la fin de la vie, L'esprit de Bismarck et Travailleurs (ou Porteurs de sacs).
En 1905, l'exposition accueille le Berliner Werkring (de) et l'Association pour l'art de la maison et de l'habitat, et en 1908, le groupement d'artistes de Dresde Die Elbier (de). En 1912, le peintre impressionniste Max Schlichting prononce le discours d'ouverture et attire l'attention sur la liberté artistique : « Contrairement aux expositions privées, une exposition portée par l'Etat a l'obligation d'encourager de manière égale tous les efforts artistiques, et son aide est ouverte à quiconque veut y faire appel ».
En 1913, à l'occasion de l'anniversaire du règne de l'empereur, l'exposition s'intitule Große Berliner Kunstausstellung zum Regierungsjubiläum Seiner Majestät des Kaisers. Le souhait d'intégrer également la Sécession berlinoise à cette Grande exposition, avec son propre jury et ses propres salles d'exposition, n'aboutit pas, la Sécession berlinoise déclinant l'invitation.
Durant la Première Guerre mondiale, le bâtiment d'exposition du Landesausstellungspark est utilisé à des fins militaires, la Grande Exposition est alors déplacée en 1915 dans le bâtiment d'exposition du Palais Arnim (de) de l'Académie Royale des Arts sur la Pariser Platz, avec une surface d'exposition réduite. Pour pouvoir présenter au moins 600 œuvres, l'exposition a lieu en deux phases. 300 œuvres sont exposées, puis 300 autres ensuite,.
L'exposition de 1916, à nouveau au Palais des Glaces, est presque entièrement placée sous le signe de la guerre. On y trouve trois catégories : Les images de guerre, la galerie de portraits « Grands hommes d'une grande époque » et l'exposition générale d'art. Dans cette dernière, divisée en cinq groupes, le groupe Verband deutscher Illustratoren a pour thème principal Caricature politique et humour de guerre. Le 15 septembre, Herwarth Walden critique cette exposition dans son article Der vergessene Kern publié dans la revue expressionniste Der Sturm qu'il dirige alors.
En 1917 et 1918, l'exposition est transférée au Palais des Arts de Düsseldorf. Des artistes de la Sécession berlinoise et de la Sécession libre y sont intégrés. En 1917, de nouvelles acquisitions des collections de la ville de Düsseldorf sont ajoutées et en 1918, les œuvres du peintre et professeur à l'Académie des Beaux-Arts de Düsseldorf Eduard Gebhardt à l'occasion de son 80e anniversaire.
En 1918, le journaliste Konrad Haenisch et le peintre Max Schlichting travaillent à une réforme de l'exposition.

### République de Weimar
En 1919, au début de la république de Weimar, l'exposition porte le nom de Kunstausstellung Berlin et se tient dans le Palais des Glaces rénové, avant de reprendre son nom d'origine en 1921. L'exposition est désormais soutenue par le gouvernement de la nouvelle république et est réorganisée : l'Association des artistes berlinois, la Sécession berlinoise, la Sécession libre et le Novembergruppe y sont représentés, mais séparément, chacun avec son propre jury et ses propres salles d'exposition.
Le 14 mai 1921, le président Friedrich Ebert inaugura la Grande Exposition[19]. La Sécession berlinoise est absente. En septembre 1922, la lithographie Sentimentaler Matrose et l'aquarelle Patriotisches Wandertheater de l'artiste Georg Scholz sont déclarées « impudiques » et retirées de la section du Novembergruppe. L'année suivante, Ebert et Hans Baluschek prennent la parole lors de la cérémonie d'ouverture.
En 1927, l'exposition est dirigée pour la première fois par le cartel des associations unies d'artistes plasticiens de Berlin. Ce Kartell a été créé afin de répondre aux intérêts de tous les artistes. La commission d'exposition se compose d'un représentant de chacun des groupements et associations, à savoir l'Allgemeine deutsche Kunstgenossenschaft, Ortsverein Berlin e.V., le collectif d'architectes Der Ring, la Berliner Secession e.V., l'association internationale des expressionnistes, futuristes, cubistes et constructivistes Die Abstrakten, la Freie Vereinigung der Graphiker zu Berlin e.V. (association de graphistes), la Künstlervereinigung Berliner Bildhauer e.V., le Novembergruppe e.V., le Verein Berliner Künstler, la Verein der Berliner Künstlerinnen (Union des femmes artistes) et la Frauen-Kunstverband e.V. (Union artistique des femmes). On a aussi un représentant des artistes qui n'appartient à aucune association du cartel. L'exposition de 1927 comprend une exposition spéciale avec des tableaux de Kasimir Malevitch. Comme Malevitch doit repartir pour l'Union soviétique, il confie ses tableaux à l'architecte Hugo Häring, trésorier de l'exposition. Malevitch espère que des tableaux se vendront, et il compte d'ailleurs revenir à Berlin. Les tableaux sont alors dispersés et ne reviennent jamais en Russie. Sur les 73 tableaux exposés, 18 sont aujourd'hui considérées comme perdus.
Le 12 juillet 1928, le Führer du parti national-socialiste et ancien peintre raté Adolf Hitler visite l'exposition, qui présente entre autres des œuvres expressionnistes, futuristes, cubistes, constructivistes et de la Nouvelle objectivité, œuvres qui ne correspondent pas à la conception nazie d'un art allemand et qui seront bientôt qualifiée d'art dégénéré (entartete Kunst) lors de la prise de pouvoir par Hitler en 1933.
En raison du délabrement du Palais des Glaces, le château de Bellevue sert de lieu d'exposition à partir de 1929. Le directeur de l'exposition est alors Hans Baluschek.
En 1930, la plupart des œuvres présentées par Christian Schad, dadaïste et peintre de la vie nocturne berlinoise, sont refusées. Un an plus tard, le tableau Paragraph 218, revendiquant le droit d′avorter, d'Alice Lex-Nerlinger, est saisi par la police lors de l'exposition. Le tableau Selig sind die geistig Armen de Horst Strempel (en) est retiré en 1932.

### Sous le Troisième Reich
Le pouvoir nazi limoge Hans Baluschek de son poste de directeur d'exposition en 1933, avec le motif « artiste marxiste », il lui est aussi interdit de travailler et d'exposer, ses œuvres étant considérées comme « dégénérées ». En 1933 et 1934, on trouve cependant ses tableaux encore exposés. Le ministre prussien de la culture Bernhard Rust prononce alors les discours d'ouverture de l'exposition[. Exclue du comité directeur de l'Association des artistes berlinoises, Harriet von Rathlef (en) retire ses œuvres de l'exposition au château de Bellevue en raison de la multiplication des actes antisémites et de la politique artistique menée par les nazis. L'exposition de l'année 1934 a lieu dans les locaux de l'Académie prussienne des arts ; les œuvres de Gustav Wunderwald (de) y sont refusées. En 1936, Georg Netzband (de) y est interdit d'exposer à cause de son prétendu « manque de fiabilité politique ».
Pendant la Seconde Guerre mondiale, en 1940, l'exposition a lieu dans le nouveau hall d'exposition de la Haus der Kunst, au 21-23 de la Hardenbergstraße, l'ancienne Haus der Kunst, située au 4 Königsplatz, ayant été démolie.
En 1942, l'exposition a lieu à l'Alte Nationalgalerie. Pour le film documentaire de propagande Sommersonntag in Berlin d'une durée de près de treize minutes, produit par la Deutsche Wochenschau, trente secondes de séquences sont réalisées à la Grande exposition en format 35 mm ; à la troisième minute du film, des images de l'exposition sont diffusées, la sculpture filmée en plan rapproché est La porteuse d'eau de Walter Hauschild (de).

### Sous la République fédérale d'Allemagne
Le 25 mai 1956, la première exposition organisée depuis la guerre est inaugurée dans les halls d'exposition de la tour radio de Berlin. L'exposition est organisée par l'Association professionnelle des artistes plasticiens de Berlin (de) (bbk berlin). Lou Scheper-Berkenkamp est dès lors co-responsable de l'organisation de l'exposition. Des œuvres de Waldemar Rösler (en) sont exposées à l'occasion du 40e anniversaire de sa mort.
En 1958, Willy Brandt, maire de Berlin-Ouest, et Theodor Heuss, président de la République fédérale d'Allemagne, assistent à l'inauguration. En 1961, le Grand Prix de l'exposition d'art de Berlin est attribué à Paul Ohnsorge (de) pour l'ensemble de son œuvre par Willy Brandt et Theodor Heuss.
La dernière grande exposition d'art de Berlin a lieu en 1969.

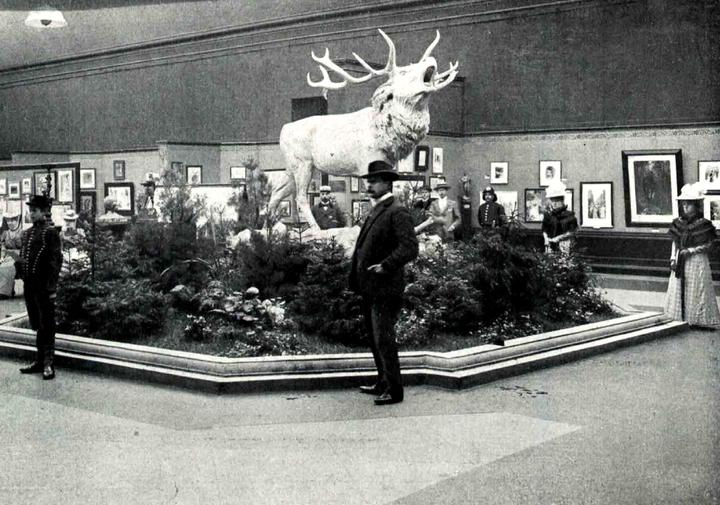
Plâtre Schreiender Hirsch par Richard Rusche (de), exposition de 1899.
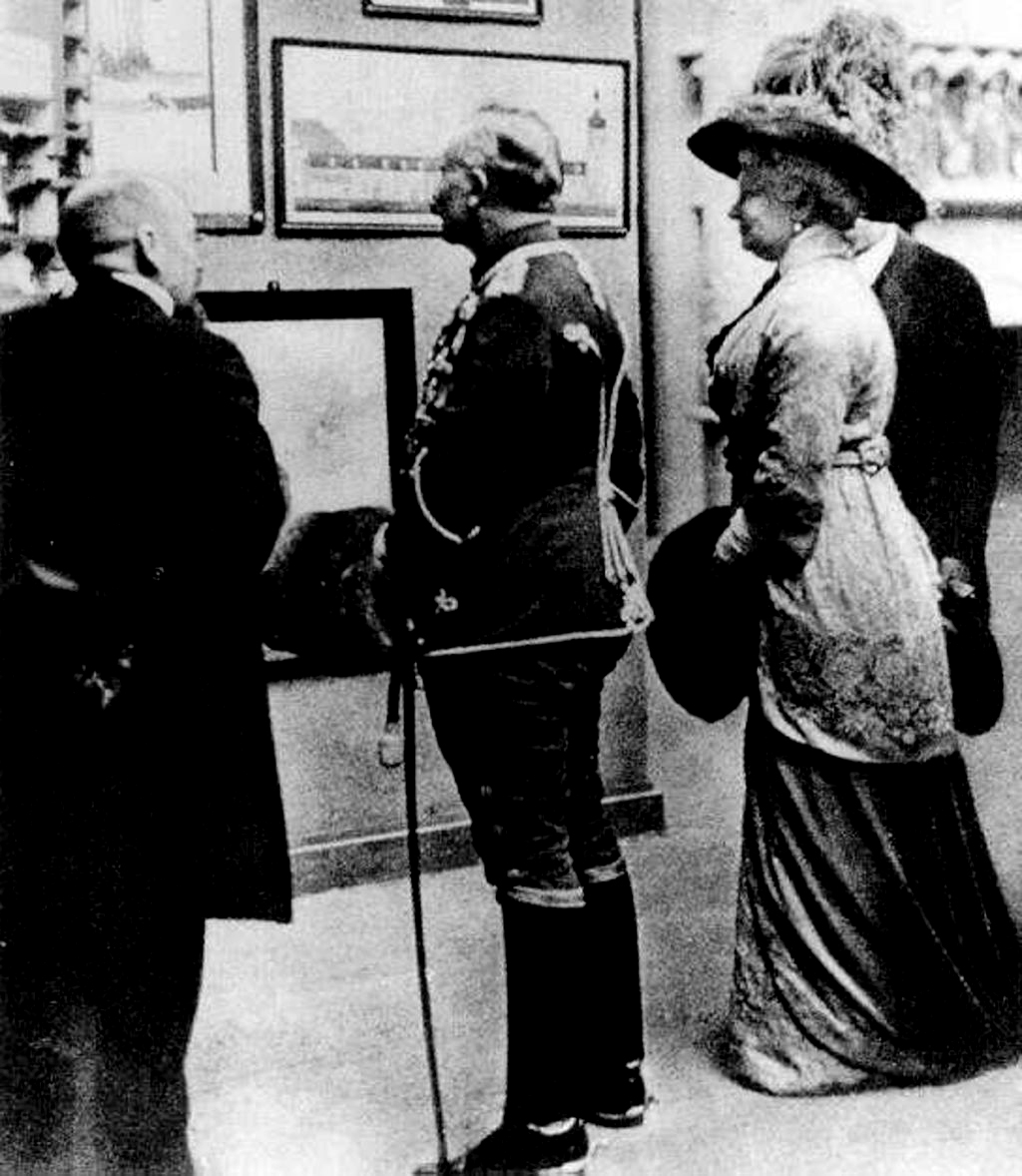
L'empereur Guillaume II et l'impératrice Victoria, exposition de 1913.
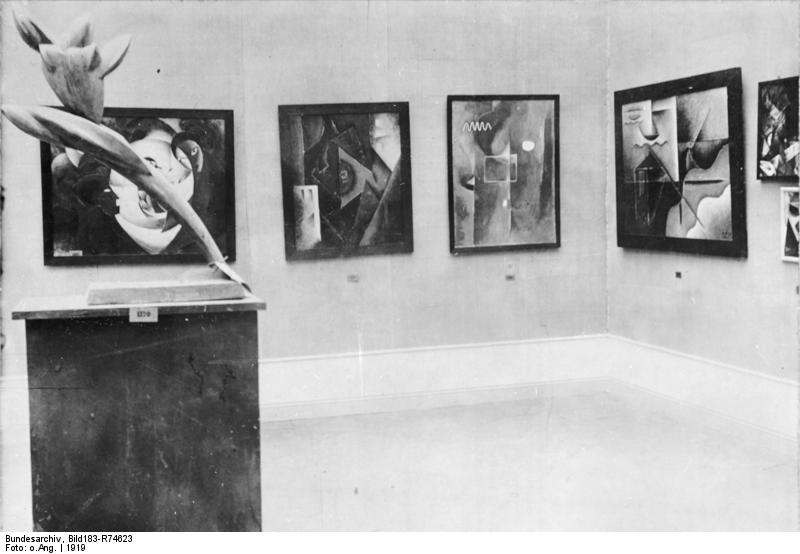
Salle du Novembergruppe, exposition de 1919, Archives fédérales.
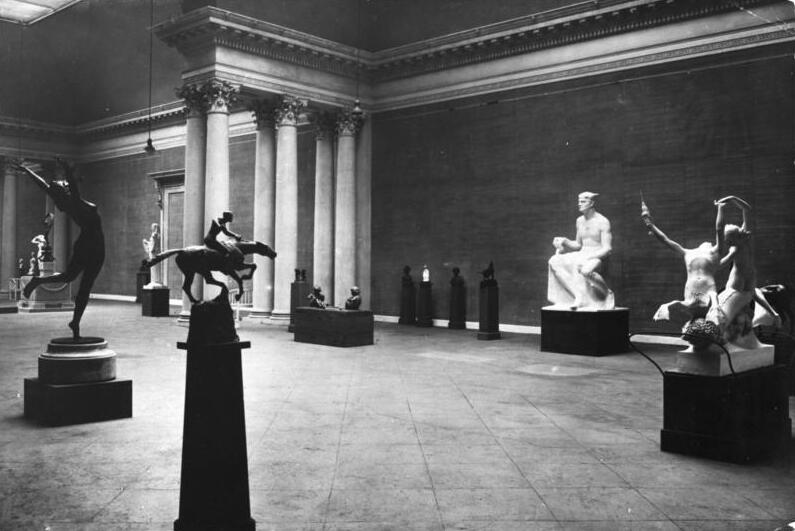
Salle des sculptures, exposition de 1920, Archives fédérales.
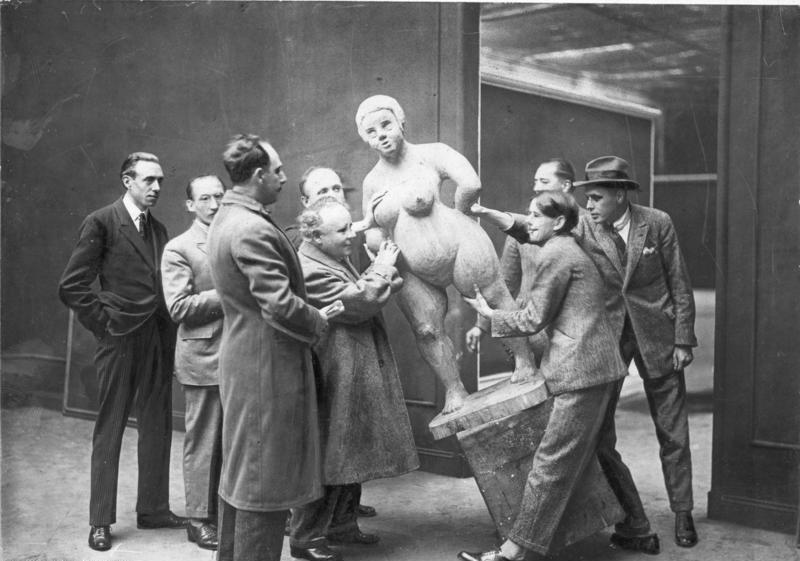
Sculpture Weiblicher Akt par Christoph Voll, exposition de 1924, Archives fédérales.
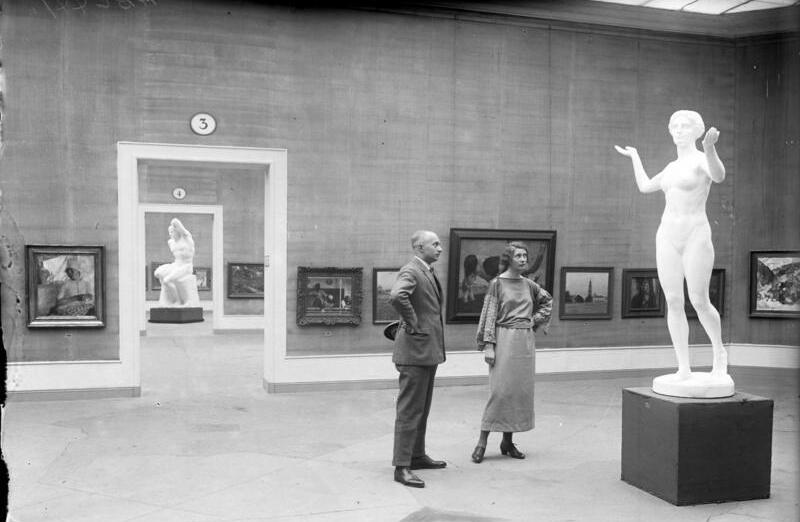
Ouverture de l'exposition de 1924, Archives fédérales.
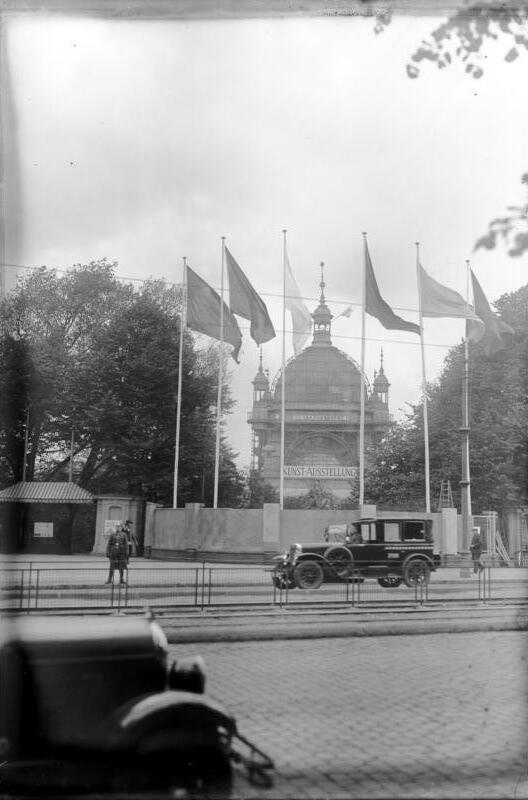
Exposition de 1928 à la gare de Lehrte, Archives fédérales.
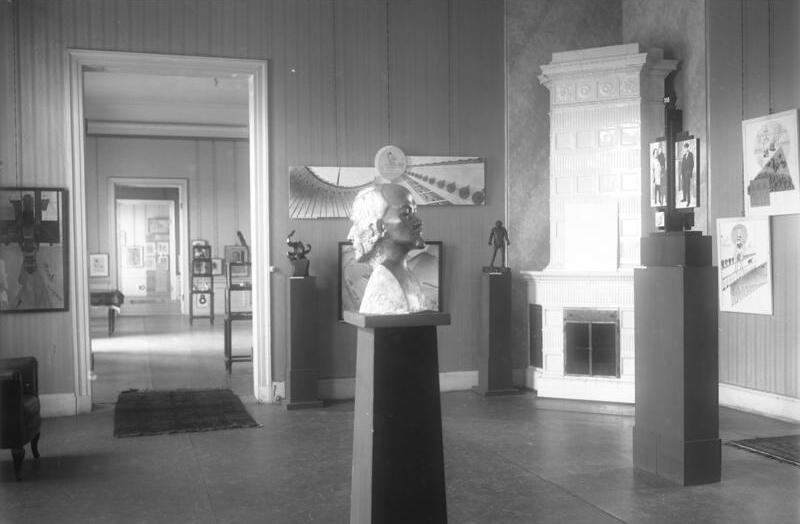
Salle des Abstraits, exposition de 1931 au Château de Bellevue, Archives fédérales.